# نمایش مرگ
نمایش مرگ (ژاپنی: デス・パレード هپبورن: Desu Parēdo) یک مجموعه تلویزیونی انیمه ژاپنی به نویسندگی و کارگردانی یوزورو تاچیکاوا است که توسط استودیو مدهاوس تولید شده‌است. این مجموعه برگرفته از فیلم کوتاه بیلیارد مرگ (به ژاپنی: デス・ビリヤード Desu Biriyādo) است که در اصل توسط استودیو مدهاوس تولید شده بود و در ۲ مارس ۲۰۱۳ در ژاپن اکران شد. مجموعه انیمه نمایش مرگ به تعداد ۱۲ قسمت از ژانویه تا مارس ۲۰۱۵ پخش گردید.

## داستان
زمانی که دو انسان بر روی زمین به‌طور همزمان جان خود را از دست می‌دهند، یا به ناحیه پوچ ابدی یا تناسخ (بهشت یا جهنم) نقل مکان می‌کنند. با این حال برخی افراد که هنوز تردیدی در محل ارسال روحشان وجود دارد، بلافاصله پس از مرگ به باری با عنوان «کویین‌دکیم» در طبقهٔ پانزدهم فرستاده می‌شوند، که توسط نوشیاری مرموز با موهای سفید به نام دکیم اداره می‌شود. افرادی که به این بار منتقل می‌شوند هیچ حافظه‌ای از مرگشان ندارند و بوسیلهٔ دکیم به بازی مرگ دعوت می‌شوند، جایی که آن‌ها شرط بر زندگی خود گذاشته و سرشت واقعیشان را نشان می‌دهند. دکیم در واقع قاضی بود که وظیفه تصمیم‌گیری سرنوشت کسانی را داشت که به کوییم‌دکیم وارد می‌شدند. او افراد را با حیله و با نیت بیرون کشیدن تاریکترین بخش از عمیق‌ترین نقطه درونی انسان‌ها به انجام بازی‌های گوناگون وادار می‌نمود، و سپس سرنوشت نهایی را برایشان رقم می‌زد. اما قضاوت دکیم دستخوش تغییری شد هنگامی که با زنی کنجکاو ملاقات نمود…